# I Want to See the Bright Lights Tonight
Albums de Richard Thompson et Linda Thompson
Henry the Human Fly
(1972) Hokey Pokey
(1975)
I Want to See the Bright Lights Tonight est un album de Richard Thompson et Linda Thompson, sorti en 1974.

## L'album
Il est classé à la 479e place des 500 plus grands albums de tous les temps selon Rolling Stone et il fait partie des 1001 albums qu'il faut avoir écoutés dans sa vie. 

### Titres
Tous les titres sont de Richard Thompson.

#### Face A
1. When I Get to the Border (3:26)
2. The Calvary Cross (3:51)
3. Withered and Died (3:24)
4. I Want to See the Bright Lights Tonight (3:07)
5. Down Where the Drunkards Roll (4:05)

#### Face B
1. We Sing Hallelujah (2:49)
2. Has He Got a Friend for Me (3:32)
3. The Little Beggar Girl (3:24)
4. The End of the Rainbow (3:55)
5. The Great Valerio (5:22)

### Musiciens
- Richard Thompson : guitare, chant, hammered dulcimer, mandoline, sifflet, piano, piano électrique, harmonium
- Linda Thompson, Royston Wood, Trevor Lucas : chant
- Pat Donaldson : basse
- John Kirkpatrick : accordéon, concertina
- Simon Nicol : dulcimer
- Brian Gulland, Richard Harvey : tournebout
- Timmy Donald : batterie